# Orbona
Orbona es, en la mitología romana, una diosa que era invocada por las parejas que habían perdido a sus hijos aunque también era considerada como una diosa de la orfandad. Cicerón la cita entre las divinidades perniciosas y señala que tenía un templo en Roma cerca del templo de los Lares.